# Gabriele Sella
Gabriele Sella (15 de abril de 1963 — 2 de junho de 2010) foi um ciclista de pista italiano, especialista na velocidade. Competiu pela Itália na prova de velocidade nos Jogos Olímpicos de 1984 em Los Angeles, Estados Unidos. É medalhista de bronze no campeonato mundial.